# Premio Logroño de Narrativa
El Premio Logroño de Narrativa, también designado como Premio Logroño de Novela, fue un premio literario concedido anualmente por el Ayuntamiento de Logroño, de la mano de Fundación Caja Rioja y la Editorial Anaya, a través de la firma Algaida. Tuvo sus inicios en 2007, hasta su cancelación y fusión con el festival de narrativas CuéntaLo en 2020. Desde la novena edición del premio, existió una categoría que premiaba a jóvenes escritores, aquellos nacidos posteriormente a 1980.

## Selección y premios
Para llevar a cabo la distinción de la obra ganadora, se recurría a un jurado compuesto por literatos con cierto reconocimiento. Han participado como jueces, entre otros, Jorge Edwards, Ignacio Martínez de Pisón, Ana María Matute, Luis Mateo Díez, Bernardo Atxaga o Javier Reverte.
El ganador recibía la edición de su obra por Algaida Editores y una cantidad de 45.000€ hasta 2017, cuando se redujo a 20.000€. Además, se otorga con el premio una escultura del artista riojano José Carlos Balanza.

## Premiados

### Premio Logroño de Narrativa
| Año  | Ganador            | Obra                         | Presidente del jurado        | Miembros del jurado                                                                      |
| ---- | ------------------ | ---------------------------- | ---------------------------- | ---------------------------------------------------------------------------------------- |
| 2007 | Manuel Hidalgo     | Lo que el aire mueve         | Jorge Edwards                | Juan Manuel de Prada, Luis Alberto de Cuenca, Ignacio Martínez de Pisón y Ángela Vallvey |
| 2008 | Martín Casariego   | La jauría y la niebla        | Ana María Matute             | Espido Freire, Rodrigo Fresán, Fernando Iwasaki y Manuel Hidalgo                         |
| 2009 | Eduardo Iriarte    | Las huellas erradas          | José Manuel Caballero Bonald | Gustavo Martín Garzo, Eugenia Rico, Martín Casariego y José María Merino                 |
| 2010 | David Torres       | Punto de fisión              | Luis Mateo Díez              | Manuel Rivas, Fernando Marías, Félix J. Palma y Care Santos                              |
| 2011 | Pedro Ugarte       | El país del dinero           | Bernardo Atxaga              | Lola Beccaria, Joaquín Leguina, Soledad Puértolas y David Torres                         |
| 2012 | Luis del Val       | Reunión de amigas            | Albert Boadella              | Pedro Ugarte y Ángel Basanta                                                             |
| 2013 | Jesús Ferrero      | Doctor Zibelius              | Lorenzo Silva                | Ángel Basanta y Luis del Val                                                             |
| 2014 | Montero Glez       | Talco y bronce               | Vicente Molina               | Jesús Ferrero, Manuel Jabois, Félix Modroño y Ángel Basanta                              |
| 2015 | Manuel Rico        | Un extraño viajero           | Javier Reverte               | Berna González Harbour, Fernando Olmeda, Ángel Basanta y Montero Glez                    |
| 2016 | Paula Izquierdo    | El callejón de los silencios | Alfredo Conde                | Benjamín Prado, Eugenia Rico, Ángel Basanta y Manuel Rico                                |
| 2017 | Milagros Frías     | El corazón de la lluvia      | Fernando Marías              | Fernando Rodríguez Lafuente, David Torres, Ángel Basanta y Paula Izquierdo               |
| 2018 | Jerónimo Tristante | Secretos                     | Luis Alberto de Cuenca       | Ángel Basanta, Emilio Calderón, Jimina Sabadú y Milagros Frías                           |
| 2019 | Javier Lorenzo     | El caballero verde           | Antonio Gómez Rufo           | Care Santos, José Ángel Mañas, Txani Rodríguez y Jerónimo Tristante                      |

### Premio Logroño de Narrativa para Jóvenes Escritores
| Año  | Ganador                 | Obra                             | Presidente del jurado        | Miembros del jurado                                                        |
| ---- | ----------------------- | -------------------------------- | ---------------------------- | -------------------------------------------------------------------------- |
| 2015 | Tania Padilla           | Un secuestro raro                | José Manuel Caballero Bonald | Gustavo Martín Garzo, Eugenia Rico, Martín Casariego y José María Merino   |
| 2016 | Borja Cabada            | El sonido de Atlantis            | Alfredo Conde                | Benjamín Prado, Eugenia Rico, Ángel Basanta y Manuel Rico                  |
| 2017 | No otorgado             | -                                | Fernando Marías              | Fernando Rodríguez Lafuente, David Torres, Ángel Basanta y Paula Izquierdo |
| 2018 | Guillermo Sáez Martínez | Quién va a los mandos de la nave | Luis Alberto de Cuenca       | Ángel Basanta, Emilio Calderón, Jimina Sabadú y Milagros Frías             |
| 2019 | Dimas Prychyslyy        | Tres en raya                     | Antonio Gómez Rufo           | Care Santos, José Ángel Mañas, Txani Rodríguez y Jerónimo Tristante        |